# Kraftwerk Bremgarten-Zufikon
Das Kraftwerk Zufikon ist ein Laufwasserkraftwerk an der Reuss in Zufikon und Bremgarten im Kanton Aargau. Es gilt als erstes Drehstrom-Wasserkraftwerk Europas und gehört der AEW Energie AG.

## Geschichte

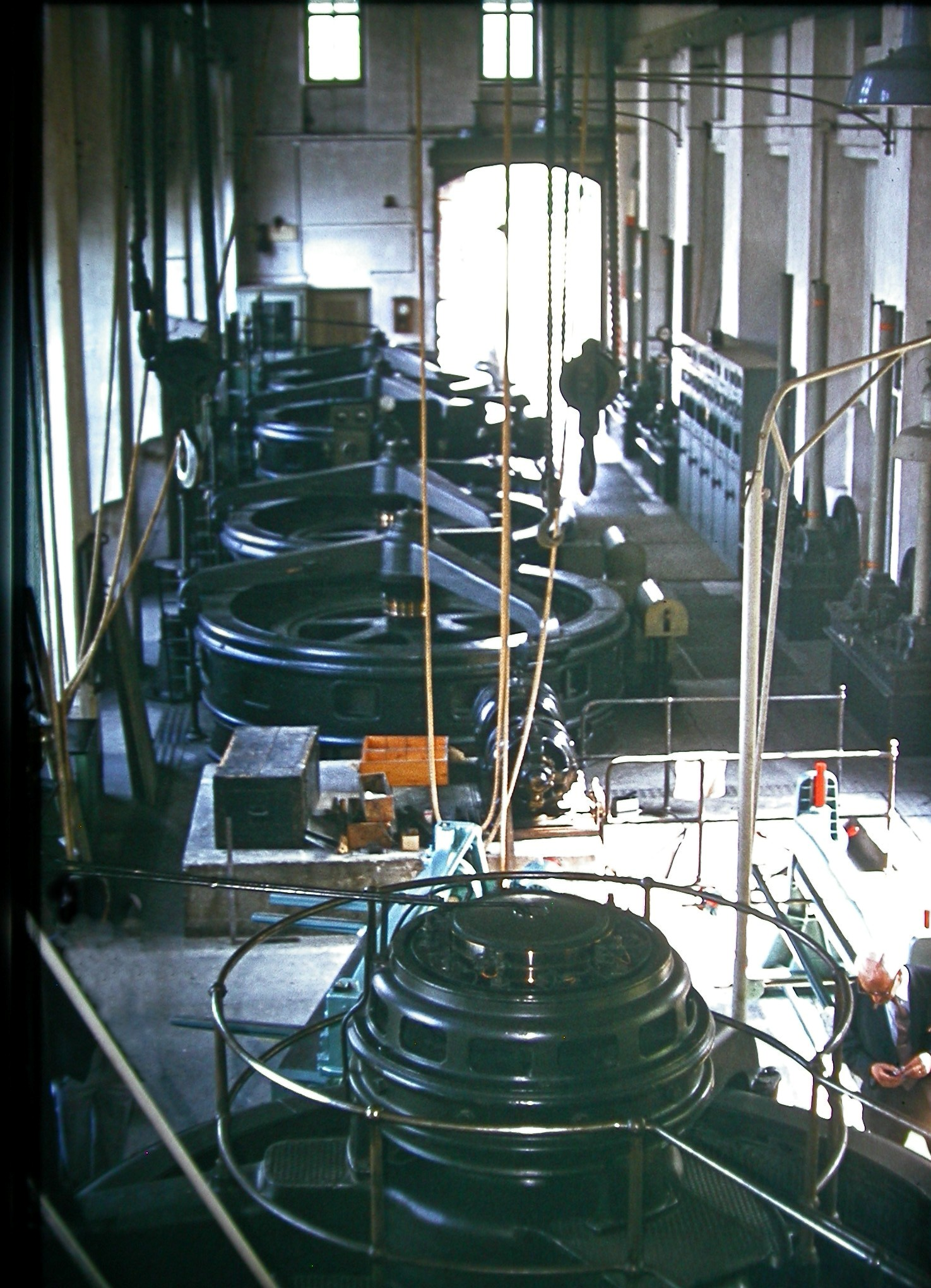
Altes Kraftwerk Zufikon, Maschinenhaus von 1894

Der Zürcher Turbinenhersteller Escher-Wyss errichtete 1893/94 für die Energieversorgung seiner Fabrik in Zürich das Kraftwerk Zufikon an der Reuss. Die Francis-Turbine von 1928 war bis 1974 in Betrieb. 1974 wurde das alte Kraftwerk abgebrochen und durch einen Neubau mit grösserer Leistung ersetzt.
Das Reusstalgesetz, das den Umfang der Reusstalsanierung definierte, wurde 1969 vom Volk angenommen. Die Sanierungsmassnahmen erstreckten sich auf ein Gebiet von rund 45 Quadratkilometer inklusive des Neubaus des Kraftwerks Bremgarten-Zufikon. Das 1975 in Betrieb genommene Kraftwerk Bremgarten-Zufikon gilt als Modell für den Interessenausgleich zwischen Landschafts- und Naturschutz (Flachsee) einerseits sowie Hochwasserschutz und Wassernutzung andererseits.
Das neue Kraftwerk staut seit 1975 den Flachsee. Dabei wird die Reuss auf 11 Meter über ihren mittleren Wasserstand auf eine Stauhöhe von 380 m aufgestaut. Der Rückstau des Wassers reicht über den Flachsee bis zur Brücke Werd (9 Kilometer flussaufwärts).
Das Kraftwerk ist vollständig in den Flusslauf integriert, wobei moderne Schützen- und Turbinentypen die architektonische Einpassung in die Umgebung ermöglichen. Im Maschinenhaus befinden sich zwei Rohrturbinengruppen mit zwei Drehstrom-Synchron-Generatoren und zwei in Block geschalteten Transformatoren. Der vollautomatische Betrieb des Kraftwerks wird durch die Zu- oder Abschaltung je nach Wasserangebot gesteuert.
Das 110-kV-/16-kV-Unterwerk der AEW Energie AG befindet sich neben dem Kraftwerk. Die hier erzeugte Energie wird direkt in das 16-kV-Netz der AEW Energie AG eingespeist.
Im März 2016 wurde das Laufrad mit vier neuen Laufradschaufeln für die Maschinengruppe 2 ersetzt.

## Heutige Produktion
Das Kraftwerk kann eine mittlere Aargauer Stadt mit rund 23.500 Haushalten mit Öko-Strom versorgen. Es wurde mit dem Qualitätslabel «Naturemade basic» zertifiziert.
Die Rohrturbinenanlage mit einer Leistung von 20 MW (Megawatt) erzeugt jährlich rund 106 GWh elektrische Energie. Die nutzbare Wassermenge beträgt 200 m³/s (2 × 100 m³/s) mit einem mittleren Gefälle von 11,2 Meter. Die Abflusskapazität ist 900 m³/s.

## Lärmproblematik durch Kraftwerk
Das Kraftwerk der AEW Energie AG in Bremgarten/Zufikon verursacht seit über 15 Jahren anhaltende Lärmbelästigungen für die Anwohner. Der von der Anlage ausgehende Lärm ist in einem Umkreis von mehreren Kilometern messbar und hörbar. Trotz eines verlorenen Gerichtsverfahrens wegen Lärm beziehungsweise Vibrationen hat sich an der Situation nichts geändert. Unabhängige Messungen, unter anderem vom Bundesamt für Umwelt (BAFU), bestätigten, dass die Richtlinien zur Lärmkontrolle nicht eingehalten werden. Allerdings hat der Bundesrat bisher versäumt, gesetzliche Rahmenbedingungen zur Limitierung von Lärm, Infraschall und Vibrationen aus Industrieanlagen zu definieren.

## Forderungen der Anwohner
Die Anwohner fordern die Einhaltung nächtlicher Ruhezeiten, damit sie ungestört schlafen können. Bisher zeigt sich die AEW Energie AG jedoch nicht zu einem konstruktiven Dialog bereit. Weder die Unternehmensleitung noch die Rechtsabteilung sind zu Gesprächen über Lösungen des Lärmproblems bereit.

## Besichtigungen
Besichtigungen des Flusskraftwerks Bremgarten-Zufikon sind nur in Gruppen möglich. Ein Rundgang mit Vortrag dauert etwa zwei Stunden. Es gibt ein Informationsangebot für Schulen.